# Polar Bear Point
Polar Bear Point är en udde i Antarktis. Den ligger i Östantarktis. Nya Zeeland gör anspråk på området.
Terrängen inåt land är kuperad åt nordväst, men åt sydost är den platt. Havet är nära Polar Bear Point åt nordväst. Trakten är glest befolkad. Närmaste befolkade plats är McMurdo Station, 5,2 kilometer sydväst om Polar Bear Point. 